# 20570 Молчан
20570 Молчан (20570 Molchan) — астероїд головного поясу, відкритий 9 вересня 1999 року.
Тіссеранів параметр щодо Юпітера — 3,571.